# Blanzac-lès-Matha
Blanzac-lès-Matha – miejscowość i gmina we Francji, w regionie Nowa Akwitania, w departamencie Charente-Maritime.
Według danych na rok 1999 gminę zamieszkiwało 296 osób, a gęstość zaludnienia wynosiła 31 osób/km² (wśród 1467 gmin regionu Poitou-Charentes Blanzac-lès-Matha plasuje się na 709. miejscu pod względem liczby ludności, natomiast pod względem powierzchni na miejscu 865.).